# Área de conservación La Amistad Pacífico
El área de conservación La Amistad Pacífico (ACLAP) es un área que abarca parcialmente la parte sur Costa Rica y forma parte del Sistema Nacional de Áreas de Conservación.

## Áreas protegidas
- Humedal De San Vito
- Humedal lacustrino Laguna del Paraguas
- Parque internacional La Amistad
- Parque nacional Chirripó
- Reserva biológica del Bicentenario de la República-Pájaro Campana
- Reserva forestal Los Santos
- Zona protectora Las Tablas